# Cmentarz w Kobylanach
Cmentarz w Kobylanach – zabytkowa (nadal czynna) nekropolia w Kobylanach, na której odbywały się pochówki katolickie i prawosławne.
Cmentarz został założony na początku XIX w. Przetrwało na nim kilka XIX-wiecznych nagrobków katolickich:
- Józefy zd. Sakowicz oraz Piotra i Włodzimierza Rudnickich z 1848, wykonany z piaskowca w stylu klasycystycznym, w formie edikuli ustawionej na cokole, z płaskorzeźbą modlącego się anioła,
- Walerii Chlipalskiej z 1858, w formie kolumny,
- Aleksandry Kobylańskiej z 1873, w formie prostej płyty,
- Franciszka Jaszczołda, oficera i architekta, właściciela majątku Kobylany, oraz jego żony Kamilli, z 1873, w formie kamiennego kopca z krzyżem[1].

Poza tym na cmentarzu zachowały się nagrobki prawosławne z II połowy XIX w. i z I połowy wieku XX oraz nowsze.

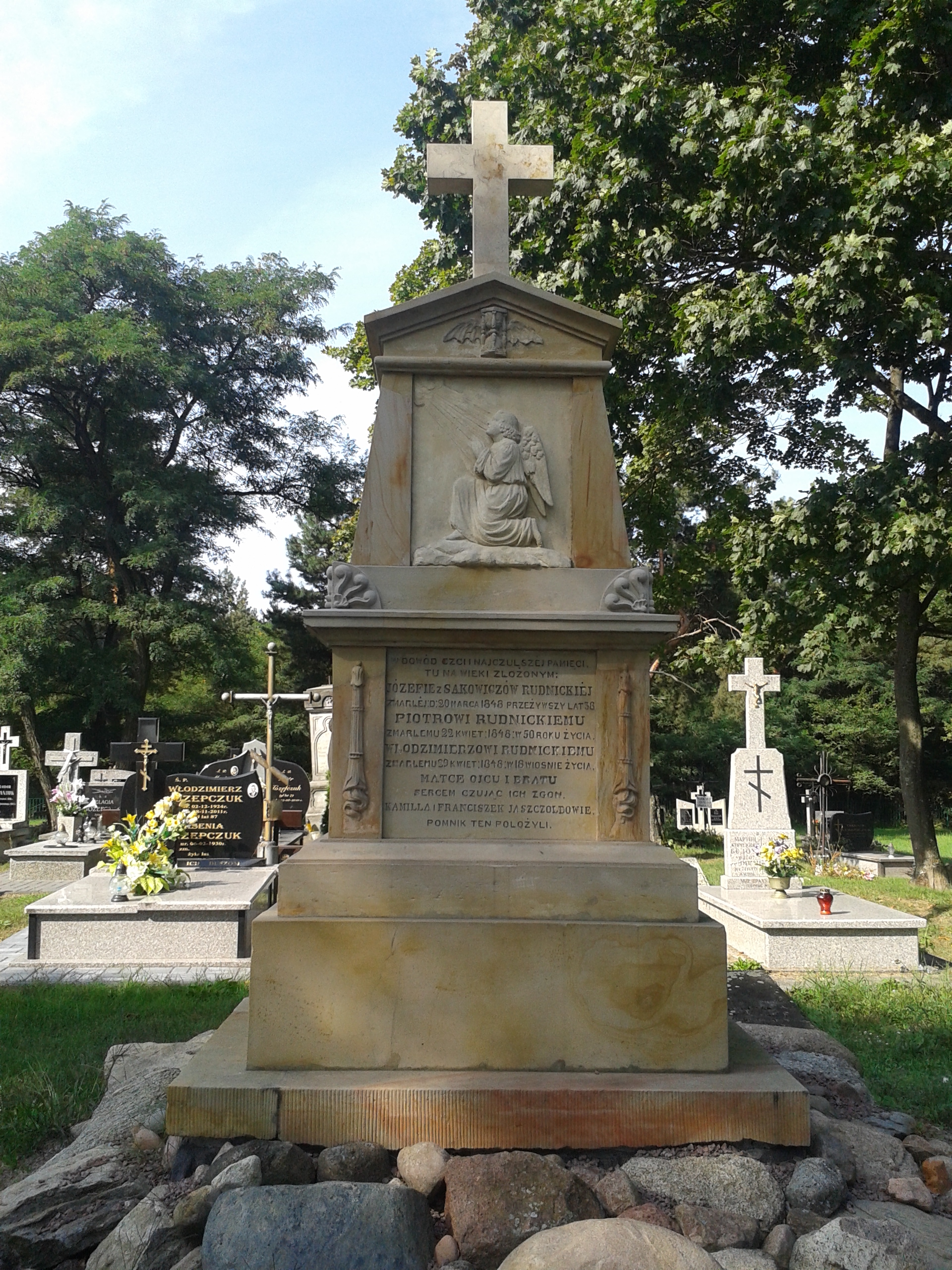
Grób rodzinny Rudnickich
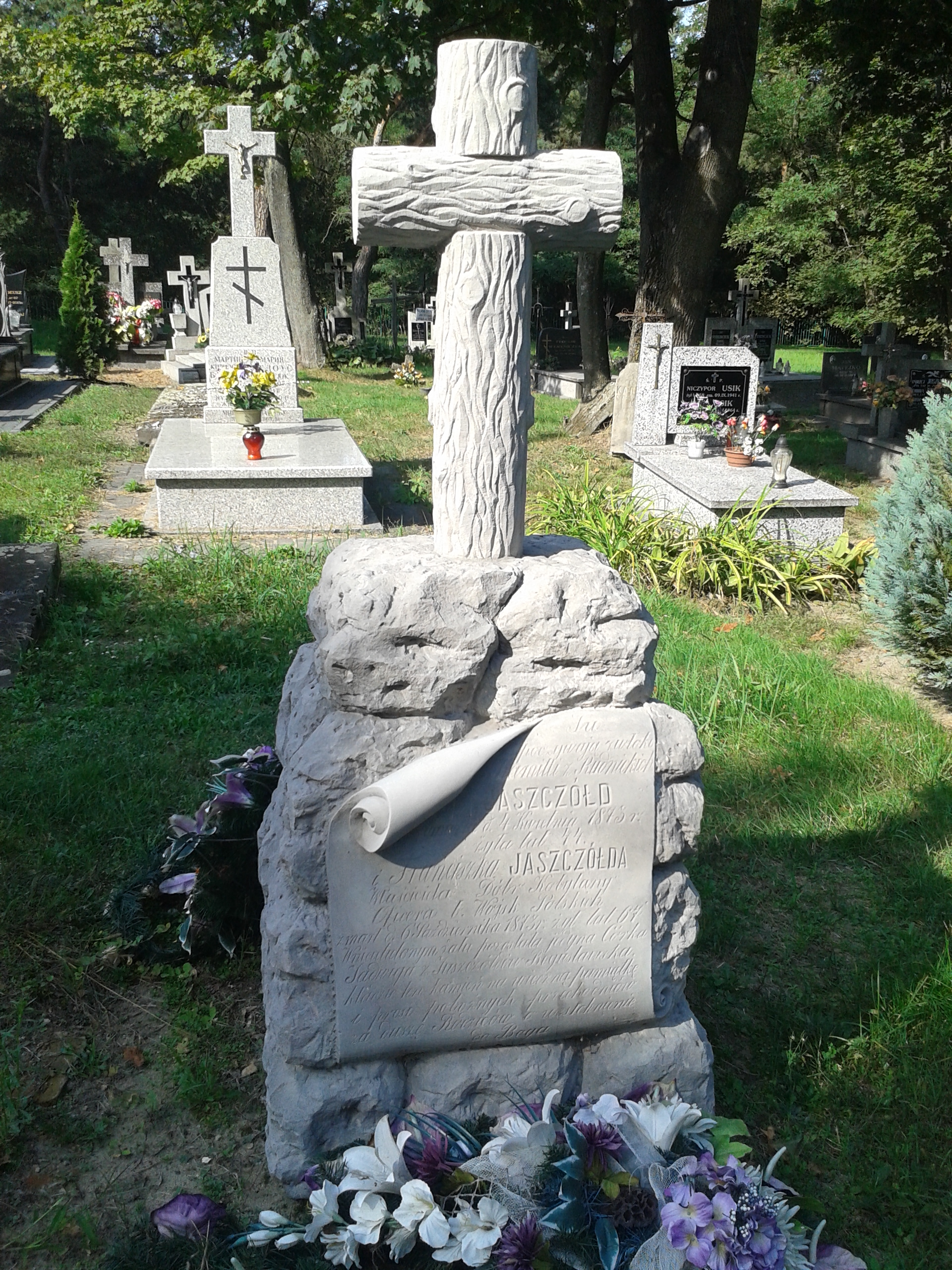
Grób Franciszka i Kamilli Jaszczołdów
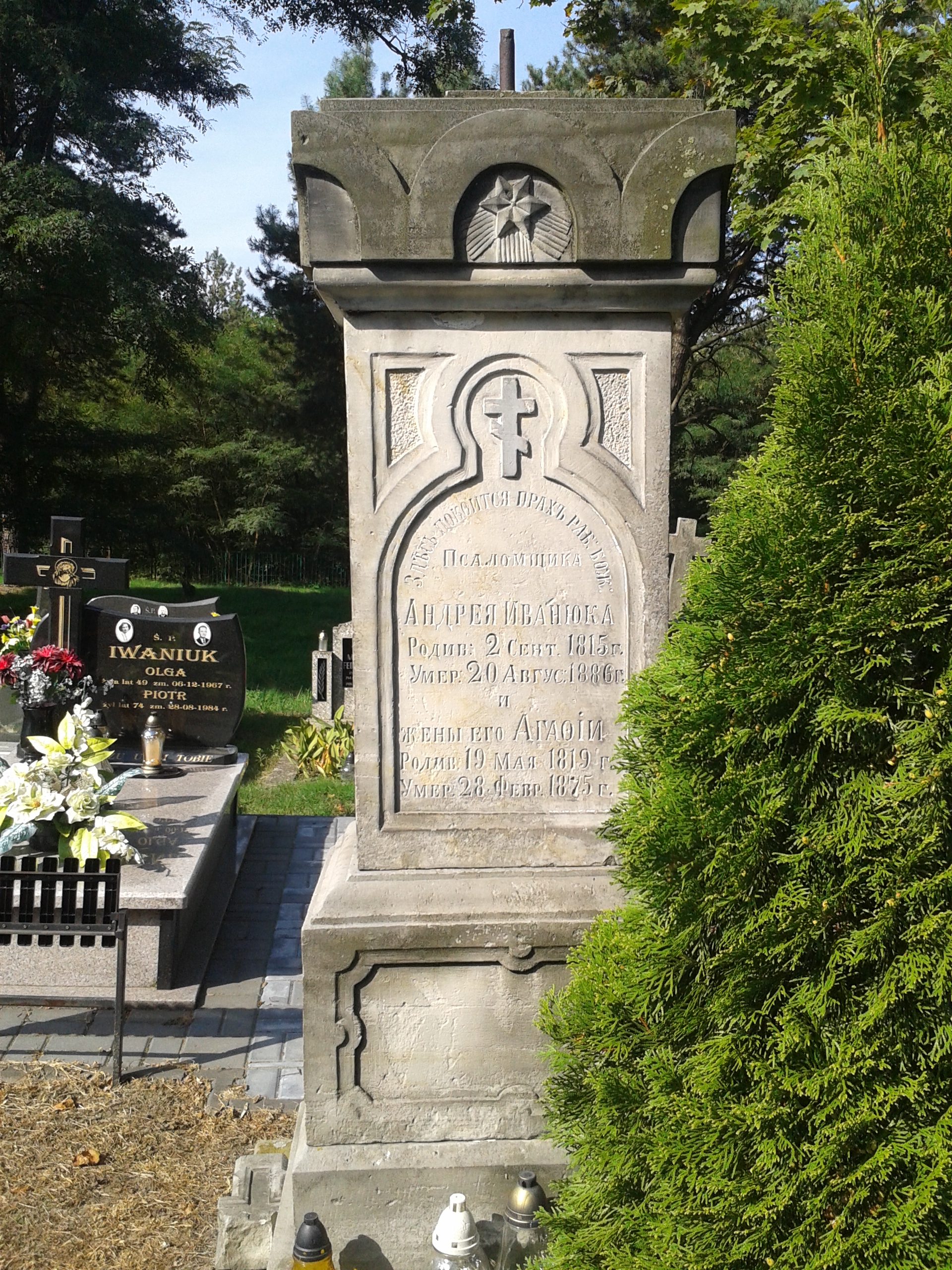
Grób Andrieja Iwaniuka, psalmisty cerkiewnego, z 1886